# Sicyodes tardaria
Sicyodes tardaria är en fjärilsart som beskrevs av Walker 1863. Sicyodes tardaria ingår i släktet Sicyodes och familjen mätare. Inga underarter finns listade i Catalogue of Life.